# Sebina
Sebina est une ville du Botswana.